# White City: A Novel
White City: A Novel é um álbum solo de Pete Townshend lançado em 1985.
O título se refere a uma história (chamada de "romance" no título do álbum) que acompanha o disco, que se passa na área suburbana londrina White City, próxima a onde Townshend cresceu. A história fala de conflitos culturais, tensões raciais, e esperanças e sonhos juvenis num mundo de "crianças prostituídas", "estradas guiando à escuridão, guiando para um lar" e desesperançosos moradores vivendo em "celas" com vista para "lixeiras e um Ford Cortina". A canção "White City Fighting", com participação de David Gilmour, revela que White City é um "lugar obscuro e violento" onde "batalhas foram ganhas e batalhas estouraram". O álbum abre com acordes impactantes de guitarra, capturando um sentimento de caos urbano que levam a "Give Blood", uma composição característica de Townshend, exigindo que os ouvintes "deem sangue, mas que sangue talvez não seja o bastante". 
O disco também menciona um filme baseado no álbum, dirigido e "adaptado para o formato visual" por Richard Lowenstein. Este vídeo, intitulado "White City: The Music Movie" e com duração de aproximadamente 60 minutos, foi lançado pela Vestron Music Video em 1985, trazendo Pete Townshend, Andrew Wild e Frances Barber nos papéis principais. A fita também traz imagens exclusivas de Townshend discutindo os temas do álbum e do filme, além da apresentação de estréia de "Night School". 

## Faixas
Todas as canções compostas por Pete Townshend, exceto onde listado
1. "Give Blood" – 5:44
2. "Brilliant Blues" – 3:06
3. "Face the Face" – 5:51
4. "Hiding Out" – 3:00
5. "Secondhand Love" – 4:12
6. "Crashing By Design" – 3:14
7. "I Am Secure" – 4:00
8. "White City Fighting" (Gilmour, Townshend) – 4:40
9. "Come to Mama" – 4:40

### EUA
Incluídas no relançamento em CD em 2006 nos EUA.
1. "Night School" – 3:23
2. "Save It for Later" (Roger Charlery, Andy Cox, Everett Morton, David Steele, Dave Wakeling) – 4:58
3. "Hiding Out" (12" mix) – 5:50 lançada anteriormente em um single de 12"

### Japão
Incluídas no relançamento em CD em 2006 no Japão.
1. "Secondhand Love" (ao vivo em Brixton)
2. "Face the Face" (ao vivo em Brixton)

## Músicos
- Pete Townshend – vocais, guitarra
- John "Rabbit" Bundrick – teclado
- Steve Barnacle – baixo
- Mark Brzezicki – bateria